# Kiryat-Eliezer-Stadion
Das Kiryat-Eliezer-Stadion (hebräisch אצטדיון קריית אליעזר, Spitzname: סבא אליעזר, deutsch Opa Eliezer) war ein Fußballstadion in der israelischen Stadt Haifa.

## Geschichte
Der Baubeginn war Anfang 1955. Das Eröffnungsspiel fand am 24. September 1955 zwischen Hapoel Haifa und Maccabi Haifa (1:4) vor rund 6000 Zuschauern statt. Das Stadion war ein Geschenk der Unione Italiana del Lavoro, eines der größten Gewerkschaftsbündnisse Italiens, an die israelische Regierung.
Die beiden Fußballvereine Hapoel Haifa und Maccabi Haifa zogen vom Kiryat-Haim-Stadion in das Kiryat-Eliezer-Stadion um und bestritten bis zur Eröffnung des neuen Sammy-Ofer-Stadions im Jahr 2014 ihre Heimspiele in diesem Stadion. Die Anlage fasste 14.000 Zuschauer.
Im November 2015, nach eineinhalb Jahren Leerstand, wurde das Stadion abgerissen, um auf dem Grundstück Platz für den Wohnungsbau zu schaffen.